# Обикновен мишелов
Обикновеният мишелов (Buteo buteo) е средно голяма дневна граблива птица от семейство Ястребови (Accipitridae).

## Физическа характеристика
Дължината на тялото му е 55 cm, размаха на крилете 125 cm и тежи 0,7-1,3 kg. Окраската на оперението му е изключително разнообразна. В Европа може да се сбърка със северния мишелов, белоопашатия мишелов и с осояда. Има малки възрастови различия. Възрастните са с полиморфна окраска – отгоре по тялото варира от ръждивокафява до тъмнокафява, а отдолу – от белезникава с дребни тъмни петна до тъмнокафява. При младите тялото отгоре е светлокафяво, а отдолу – охристо. Подвидът buteo е по-едър и тъмнокафяв, а vulpinus дребен с ръждивочервено оперение. Подвидът vulpinus се отличава от белоопашатия мишелов по дребното тяло и светлите корем и подопашка. Издаващи звуци: Често издава крясък, наподобяващ мяукане.

## Разпространение и местообитание
Среща се в Европа (включително България), Азия и Африка.
Обитава разннообразни местообитания, но най-често култивирани земи, изпъстрени с горички.
Мигрира на разредени ята и зимува на групи в равнини.

## Подвидове
- B. b. arrigonii
- B. b. bannermani
- B. b. buteo
- B. b. harterti
- B. b. insularum
- B. b. japonicus
- B. b. menetriesi
- B. b. oshiroi
- B. b. pojana
- B. b. refectus
- B. b. rothschildi
- B. b. socotrae
- B. b. toyoshimai
- B. b. vulpinus

## Начин на живот и хранене
Птиците от по-северните популации са прелетни. Понякога младите птици се отправят на юг, а възрастните остават цяла зима в размножителната си територия. Има сравнително къси и слаби крака и нокти, което не му позволява да ловува прекалено едра плячка. Храни се предимно с дребни бозайници, влечуги, земноводни, едри насекоми и друга подобна по размери плячка. Понякога яде и мърша.

## Размножаване
Моногамни птици. Гнездото си строи на дърветата. Обикновено използва гнездото от предишната година, като с течение на времето то може да достигне метър в диаметър и 80 см височина. Снася 3-4 яйца, които мътят и двамата родители (женската обаче прекарва повече време в гнездото) в продължение на около 30-35 дни. Малките се излюпват с отворени очи и покрити със светъл пух. В първите дни мъжкия носи храна в гнездото, а женската я разкъсва на по-малки парчета. По-късно и двамата родители започват да оставят храната просто на ръба на гнездото. Ако се случи родителите да не могат да осигурят достатъчно храна, малките се сбиват и в резултат най-малкото често загива. Малките напускат гнездото на 45 дневна възраст и родителите ги хранят още известно време.

## Природозащитен статут
- Червен списък на световнозастрашените видове (IUCN Red List) - Незастрашен (Least Concern LC)[2]

На територията на България е защитен от закона вид.